# Ентра (Модена)
Ентра је насеље у Италији у округу Модена, региону Емилија-Ромања.
Према процени из 2011. у насељу је живело 90 становника. Насеље се налази на надморској висини од 14 м.